# 벨사살
벨사살(바빌로니아 쐐기문자:   Bēl-šar-uṣur, "벨이 왕을 보호한다"는 뜻; 히브리어: בֵּלְשַׁאצַּר‎ Bēlšaʾṣṣar)는 신바빌로니아 제국의 마지막 왕인 나보니두스(기원전 556년~기원전 539년 재위)의 아들이자 태자이다. 어머니를 통해 네부카드네자르 2세(기원전 605년~기원전 562년 재위)의 손자였을 수도 있지만, 이는 확실하지 않으며 네부카드네자르와의 혈연 관계 주장은 왕실 선전에서 비롯되었을 수도 있다.
벨사살은 기원전 556년 라바시-마르둑 왕(기원전 556년 재위)을 전복하고 나보니두스를 집권하게 한 쿠데타에서 중추적인 역할을 했다. 벨사살이 라바시-마르둑의 영지와 재산을 몰수하고 상속받음으로써 쿠데타의 주요 수혜자였으므로 그가 주요 주도자였을 가능성이 높다. 아버지를 새 왕으로 선포함으로써 벨사살은 스스로 왕위 계승 서열 1위가 되었다. 당시 나보니두스는 비교적 고령이었기 때문에 벨사살은 몇 년 안에 왕이 될 것으로 예상할 수 있었다.
나보니두스는 기원전 553년부터 기원전 543년 또는 기원전 542년까지 알려지지 않은 이유로 아라비아의 타이마에서 자발적인 "망명" 생활을 하며 바빌론에 없었다. 아버지의 10년 간의 부재 기간 동안 벨사살은 바빌론에서 섭정으로 봉사했다. 벨사살은 특권 부여, 군대 일부 지휘, 헌금 및 맹세 수령과 같은 전형적인 왕실 특권을 많이 위임받았지만, 왕(šarru)의 칭호를 결코 취하지 않고 태자(mār šarri, 문자 그대로 "왕의 아들"이라는 뜻)로 불렸다. 벨사살은 또한 왕권의 많은 특권이 없었는데, 가장 중요한 것은 바빌로니아의 신년 축제를 주재하고 거행하는 것이 허용되지 않았다는 점이다. 이는 왕 자신만의 독점적인 권리였다. 벨사살의 운명은 알려져 있지 않지만, 기원전 539년 키루스 2세의 페르시아 바빌로니아 침공 당시, 아마도 기원전 539년 10월 12일 수도 바빌론이 함락될 때 살해된 것으로 종종 추정된다.
벨사살은 성경 다니엘서에 나오는 벨사살왕의 연회 이야기의 중심 인물로 등장한다. 이는 벨사살의 생애로부터 약 4세기 후에 쓰여진 역사물로 학자들에게 인정받고 있다. 다니엘의 벨사살은 악의적이지 않지만(예를 들어, 그는 다니엘이 "벽에 쓴 글"을 해석한 것에 대해 보상한다), 후대 유대 전통에서 벨사살은 유대인을 억압하는 폭군으로 묘사되었다.

## 전기

### 배경

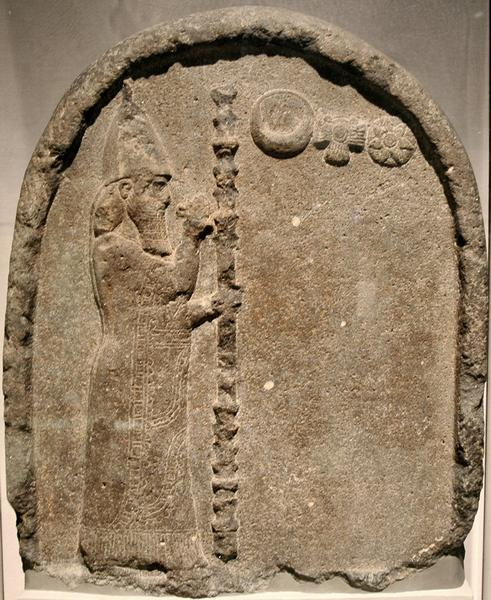
벨사살의 아버지인 나보니두스를 묘사한 석비

벨사살은 신바빌로니아 제국의 마지막 왕이 될 노신사인 나보니두스의 아들이었다. 나보니두스의 기원에 대해서는 다양한 이론이 있으며, 그의 왕위 주장권에 대해서는 당시 어떤 자료에서도 명확하게 밝혀지지 않았다. 나보니두스는 네부카드네자르 2세의 딸 중 한 명과 결혼했을 수도 있다. 이러한 연결은 나보니두스가 왕실 구성원이었기 때문에 왕위에 오르게 된 것을 설명할 뿐만 아니라, 벨사살이 네부카드네자르의 후손으로 묘사되는 후대의 역사적 전통도 설명할 수 있다. 히브리어 성경의 다니엘서에서 벨사살은 네부카드네자르의 (손)자로 언급된다. 또 다른 가능성은 벨사살이 네부카드네자르의 후손이라는 후대 전통이 왕실 선전에서 파생되었으며, 이전 통치 칼데아 왕조와는 아무런 관련이 없다는 것이다.
고대 그리스 역사가 헤로도토스는 바빌로니아 제국의 "마지막 위대한 여왕"을 니토크리스라고 명명했지만, 이 이름(또는 다른 이름)은 동시대 바빌로니아 자료에서 확인되지 않는다. 헤로도토스의 니토크리스 묘사에는 풍부한 전설적 내용이 포함되어 있어 그가 이 이름을 나보니두스의 아내를 지칭하는 데 사용했는지 어머니를 지칭하는 데 사용했는지 판단하기 어렵지만, 윌리엄 H. 셰이는 1982년에 니토크리스가 나보니두스의 아내이자 벨사살의 어머니의 이름으로 잠정적으로 식별될 수 있다고 제안했다.
벨사살 시대의 가장 중요한 자료는 나보니두스 연대기, 키루스 원통, 그리고 이름과는 달리 페르시아 정복자 키루스 2세가 의뢰한 나보니두스 운문 서사시이다. 이 모든 고대 바빌로니아 문헌들은 바빌론이 아케메네스 제국에 정복된 후에 작성되었기 때문에 키루스에게는 유리하고 나보니두스와 벨사살에게는 불리하게 편향되어 있다.

### 음모와 나보니두스의 즉위
벨사살의 아버지는 기원전 556년 5월에 왕으로 선포되었고, 6월 말에는 바빌로니아 전역에서 나보니두스를 인정한 점토판이 발견되었다. 벨사살의 아버지는 이전 왕인 라바시-마르둑의 퇴위와 살해를 야기한 음모의 결과로 왕위에 올랐다. 자료에 따르면, 나보니두스는 음모에 가담했지만, 스스로 왕이 될 의도나 기대는 없었고, 지명을 수락하는 것을 망설였다. 아버지의 즉위 후, 벨사살은 자료에서 저명한 사업가이자 부유한 가문의 수장으로 부상했는데, 이는 신바빌로니아 시대에는 왕족이 일반적으로 맡지 않던 역할이었다. 유일하게 유사한 사례는 네르갈-샤르-우주르(Neriglissar)였지만, 네르갈-샤르-우주르는 왕족의 피가 없었고 왕위 계승자가 아니었으며, 왕이 되자마자 그의 영지를 포기하고, 그의 태자인 라바시-마르둑과 모호한 연결을 가진 나부-사비트-카테(Nabu-sabit-qate)에게 맡긴 것으로 보인다. 네르갈-샤르-우주르의 왕이 되기 전 사업가 경력은 남아있는 사업 문서를 통해 추적할 수 있는 반면, 벨사살은 나보니두스가 왕이 되기 전에는 어떤 사업 문서나 개인 거래에서도 언급되지 않다가 하룻밤 사이에 바빌로니아 과두정치의 저명한 일원이 된 것으로 보인다(벨사살은 그의 공모자들과는 달리 구 바빌로니아 귀족의 구성원이 아니었다).
벨사살이 태자였을 때의 남아있는 문서를 조사해 보면, 네르갈-샤르-우주르 가문의 영지는 라바시-마르둑이 사망한 후 몰수되었고, 벨사살이 이를 차지하고 인수받은 것으로 보인다. 이는 벨사살의 사업 거래를 묘사하는 문서들이 네르갈-샤르-우주르의 유사한 이전 문서들과 동일한 장소, 심지어 동일한 가구와 하인을 언급한다는 사실에 의해 뒷받침된다. 네르갈-샤르-우주르와 라바시-마르둑의 전 가구의 주요 구성원들이 벨사살 아래에서 거의 변화가 없었기 때문에, 벨사살이 가구의 주인이 된 것은 상대적으로 거의 반대 없이 받아들여졌을 가능성이 높다. 라바시-마르둑의 폐위로 벨사살은 바빌로니아에서 가장 부유한 가문 중 하나의 상속자가 되었다. 벨사살은 바빌로니아 전역에 토지를 소유했으며, 예를 들어 우르크 근처에 농업 정착지를 소유했다는 기록이 있다.
분명히 쿠데타의 주요 수혜자였기 때문에 벨사살은 라바시-마르둑의 폐위와 죽음으로 끝난 음모의 주요 주도자였을 가능성이 높다. 아버지가 아직 살아있는 동안 스스로 왕을 선포할 수 없었기 때문에 벨사살은 나보니두스를 왕으로 선포했다. 당시 나보니두스는 비교적 고령이었기 때문에 그의 통치는 짧고 과도기적일 것으로 예상되었고, 이는 벨사살이 몇 년 안에 왕위를 물려받을 것으로 기대할 수 있음을 의미했다.

### 바빌론의 섭정

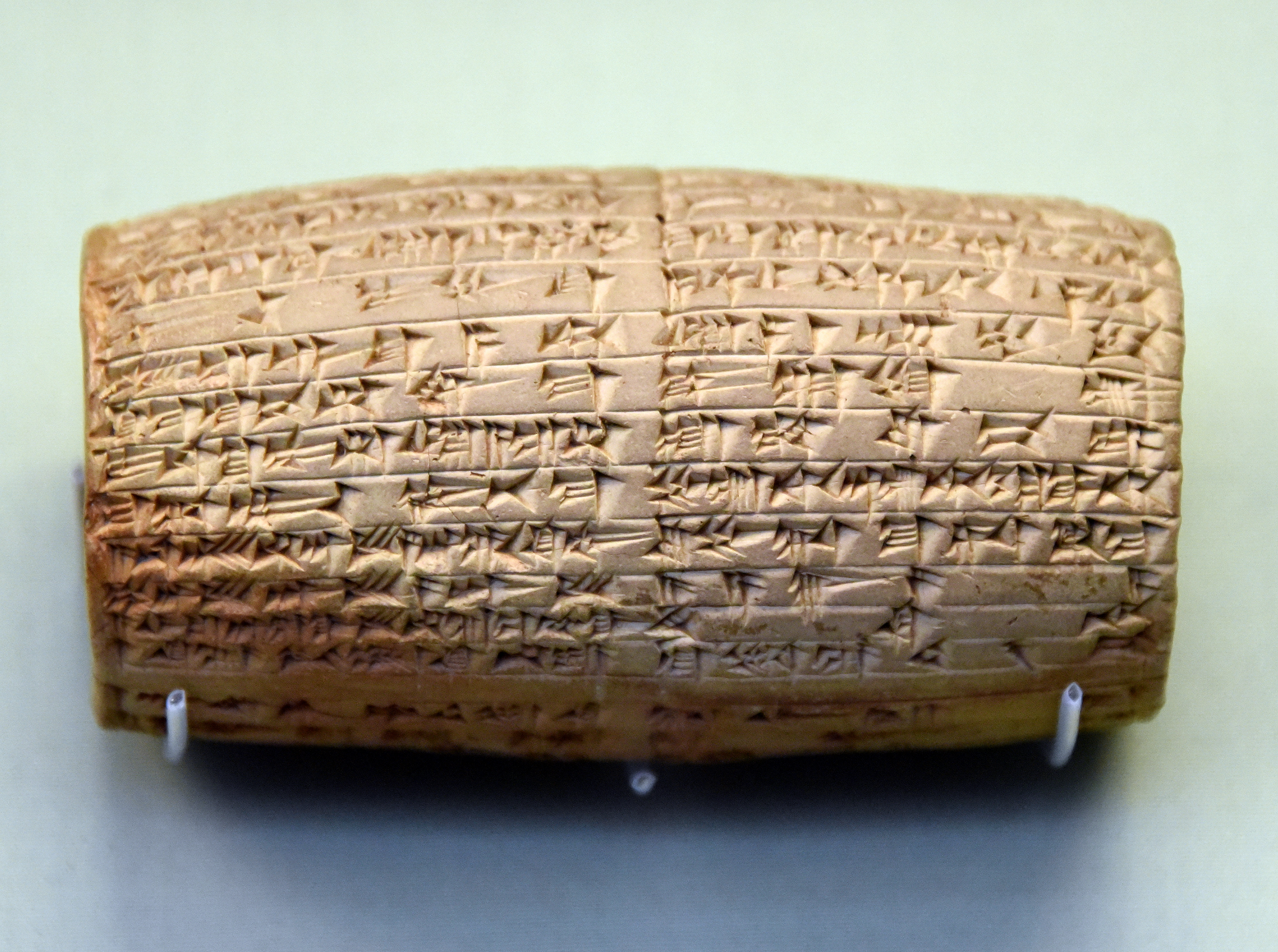
이 점토 원통은 나보니두스가 우르의 난나르 지구라트 복원을 기록하고 있으며, 나보니두스와 그의 아들 벨사살을 보호해달라고 요청한다. 이라크 우르에서 발굴

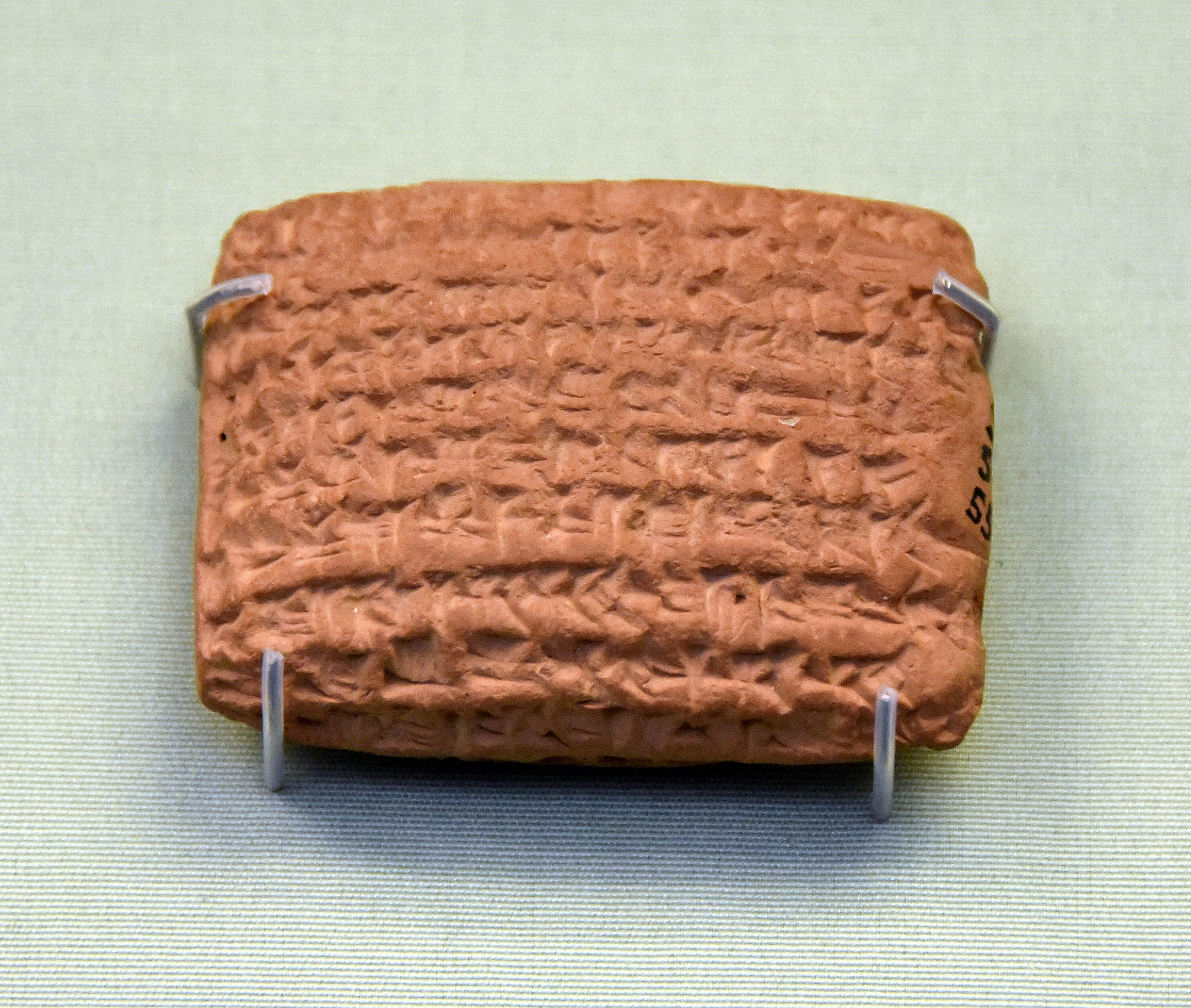
"바빌론 왕 나보니두스 재위 11년 키슬리무월 24일"로 날짜가 지정된 이 행정 문서. 왕의 아들인 벨-샤르라-우주르(벨사살)의 노예가 언급되어 있다. 벨사살이 섭정으로 활동하고 있지만, 공식 날짜는 나보니두스가 여전히 통치하는 왕임을 보여준다. 이라크 보르시파에서 발굴

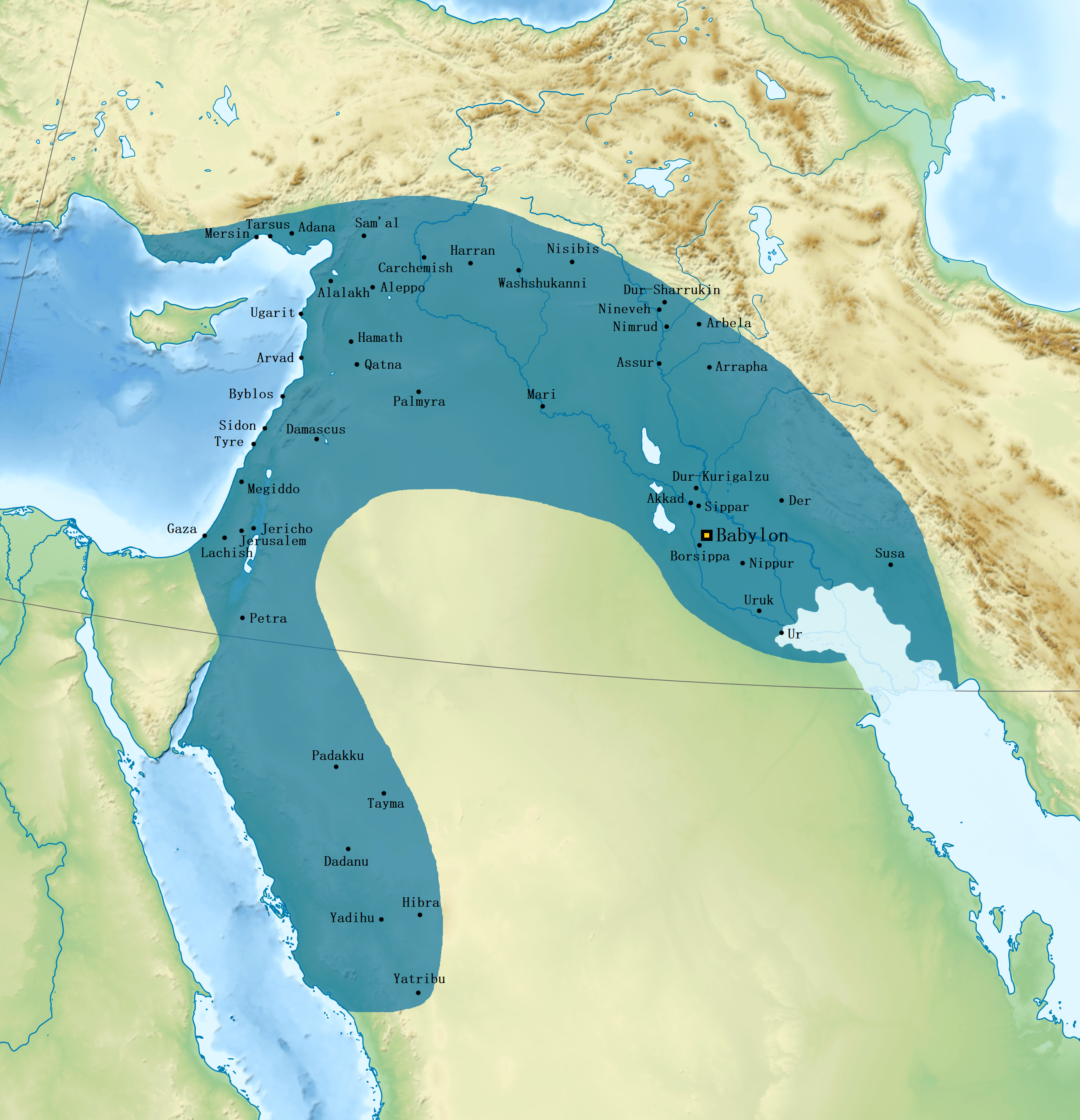
나보니두스 치세의 신바빌로니아 제국 지도

나보니두스는 기원전 553년 5월에 서부 원정을 위해 바빌론을 떠났다. 그는 결국 아라비아로 군대를 이끌고 타이마를 포함한 여러 도시를 정복했다. 나보니두스는 타이마를 자신의 임시 거처로 삼았고, 기원전 543년 또는 542년 9월 또는 10월까지 바빌론으로 돌아오지 않고 약 10년간 그곳에 머물렀다. 기원전 543년 10월이 남아있는 바빌로니아 문서에서 가장 많이 지지되는 복귀 날짜이다. 타이마에서의 이러한 장기간 체류(사실상 자발적인 망명)의 목적은 불분명하며 논쟁의 여지가 있다. 나보니두스의 부재 기간 동안 벨사살은 바빌로니아 행정을 담당했다. 이 기간은 종종 "공동 섭정"으로 불리지만, 벨사살은 공식적인 칭호를 취하지 않았다. 나보니두스 운문 서사시는 키루스 2세에 의해 나보니두스가 폐위된 후 쓰여진 편향된 문서이지만, 나보니두스가 벨사살에게 왕권을 위임했다고 명시하고 있지만, 벨사살이 왕의 칭호를 취했다는 기록은 없다. 벨사살이 아버지의 부재 중에 왕만이 가질 수 있는 많은 책임을 맡은 것은 분명하지만, 몇몇 특권은 나보니두스만이 보유했다. 여기에는 다음이 포함된다:
- 벨사살은 왕(šarru)의 칭호를 결코 사용하지 않았고, 사용할 수 없었다. 이 칭호는 나보니두스에게만 유보되었다.[31] 아버지의 부재 기간 내내, 그가 바빌로니아의 실질적인 통치자였음에도 불구하고, 동시대 문서들은 벨사살을 계속해서 태자(mār šarri, 문자 그대로 "왕의 아들"이라는 뜻)로 언급한다.[32] 벨사살을 태자가 아닌 왕으로 언급하는 유일한 자료는 나중에 잘못 기록된 그리스 및 유대 자료들이다.[31] 비록 그가 왕으로 식별되지는 않지만, 몇몇 동시대 바빌로니아 문서들은 나보니두스와 벨사살 모두를 "내 주"라고 언급하는데, 이는 보통 왕에게만 유보되는 호칭이다.[33]
- 벨사살은 자신의 "재위 연도"에 따라 문서를 날짜를 매기는 것이 허용되지 않았다. "벨사살의 재위"로 날짜가 매겨진 문서는 없으며, 나보니두스와 벨사살이 공식적인 공동 섭정인 것처럼 둘 다 언급하는 문서도 없다. 대신, 벨사살이 섭정이었던 기간의 문서들은 계속해서 나보니두스의 재위 연도를 따랐다.[31]
- 벨사살은 바빌로니아 신년 축제를 주재하고 감독하는 것이 허용되지 않았다. 이는 왕의 의무였다. 나보니두스의 부재 기간 동안 축제는 거행되지 않았는데, 이는 벨사살이 의식에서 왕의 역할을 맡는 것이 허용되지 않았기 때문이며, 나보니두스가 바빌론으로 돌아온 후에야 다시 시작되었다.[34]
- 벨사살은 일반적으로 책임 있는 왕을 언급하는 건축 비문에는 언급되지 않는다. 나보니두스의 부재 기간 동안에도 그는 바빌로니아의 건축 비문에서 마치 그가 당시 적극적으로 통치하고 있는 것처럼 건축가이자 발굴자로 언급되며, 벨사살에 대한 알려진 언급은 없다. 일부 경우, 예를 들어 시파르의 부네네 신전에서 행해진 의식의 경우, 비문은 이를 나보니두스의 것으로 돌리지만, 남아있는 서한은 벨사살이 책임자였음을 증명한다.[34]

비록 벨사살의 권위가 제한적이었지만, 그는 또한 특정 왕실 책임을 허용받고 맡았다. 여기에는 다음이 포함된다:
- 동시대 문서들은 섭정 기간 동안 벨사살과 나보니두스 모두에게 레하투(rēḫātu)(문자 그대로 "남은 것", 신상에 바쳐진 음식 공물의 남은 것)가 보내졌다고 기록한다. 그 외에는 레하투는 왕들에게만 보내진 것으로 기록되어 있으며,[36] 신성한 음식의 남은 것을 받는 것은 왕들의 독점적인 권리였다.[35]
- 바빌로니아에서는 일반적으로 사원이 왕에게 양의 특정 수를 희생하는 것과 같은 공물을 바쳤다. 벨사살의 섭정 전후에는 남아있는 문서에 왕(즉, 나보니두스)에게 바치는 공물에 대한 언급만 포함되어 있지만, 섭정 기간 동안에는 "왕에게 바치는 공물"과 "왕의 아들에게 바치는 공물" 모두에 대한 언급이 있다.[37]
- 신바빌로니아 제국에서는 개인이 다양한 서비스를 수행할 때 왕과 여러 신들에게 맹세하는 것이 일반적이었다. 섭정 기간 대부분의 맹세는 나보니두스만을 언급했지만, 섭정 후기에는 "바빌론 왕 나보니두스와 그의 아들 벨사살 폐하" 또는 심지어 "나보니두스와 벨사살 폐하"에게 맹세한 맹세도 있다. 이 현상이 섭정 후기에야 시작되었기 때문에, 이것이 벨사살에게 부여된 특권이었는지, 아니면 그가 아버지와의 합의를 위반하고 맹세에 자신의 이름을 넣었는지 명확하지 않다.[38]
- 바빌로니아 군대의 분할이 있었을 수 있다. 나보니두스 운문 서사시는 나보니두스가 "아카드 군대"(아마도 바빌로니아 출신 병력을 의미)와 함께 아라비아에서 원정을 벌였고, 벨사살은 국내에서 "모든 땅의 군대"(아마도 외국 출신 병력을 의미)를 위임받았다고 명시한다. 바빌로니아 연대기는 태자가 "자신의 군대"와 함께 바빌로니아 국내에 주둔했다고 언급한다.[39]
- 벨사살은 왕이 부여한 것과 동일한 왕실 특권을 부여할 수 있었다. 우르크의 에안나 신전에 속한 토지를 경작할 특권을 부여하는 한 보존된 문서는 나보니두스가 발행한 유사한 특권과 거의 동일하지만, 벨사살이 발행한 것으로 명시되어 있다. 그가 신전 토지를 임대할 수 있었다는 것은 벨사살이 행정 문제에서 완전한 왕실 권한으로 행동할 수 있었음을 시사한다. 그는 나보니두스의 부재 기간 동안 바빌로니아에서 분명히 최고 법적 권위자였다. 그럼에도 불구하고 나보니두스의 명령은 벨사살의 명령보다 우선했다. 한 사례에서는 벨사살이 우르크의 신전에 부여하도록 명령한 신성한 의복이 나보니두스가 타이마로 떠나기 전에 반대 명령을 내렸기 때문에 보류되었다. 나보니두스는 또한 때때로 벨사살에게 명령을 보냈고, 벨사살은 이를 존중하고 실행해야 했다.[40]

벨사살의 섭정 기간 동안 바빌로니아에서 일어난 사건들은 남아있는 자료가 부족하여 잘 알려져 있지 않다. 신년 축제가 거행되지 않았으며, 키루스 2세 치하 아케메네스 제국의 세력 증대에 대한 우려가 있었음은 분명하다. 바빌로니아 연대기는 벨사살의 섭정 기간 내내 키루스의 행동과 정복을 자세히 묘사한다. 나보니두스의 타이마 체류가 계속됨에 따라 벨사살은 아케메네스 제국이 제기하는 위협을 강하게 인식했으며, 시파르와 인근 방어 시설 프로젝트에 자원을 투입한 것으로 기록되어 있다. 기원전 546년, 키루스 2세는 바빌로니아의 동맹국인 리디아를 침공하기 위해 티그리스강을 건넜고, 비록 벨사살이 군대를 이끌고 방어 태세를 취하며 바빌로니아 자체에 대한 갑작스러운 페르시아 공격을 예상했을 수도 있지만, 키루스에게 빠르게 정복당한 리디아에는 아무런 지원도 보내지지 않았다. 벨사살이 1년 전인 기원전 547년에 리디아를 대신하여 페르시아에 대항하여 원정을 벌였을 수도 있다. 기원전 546년 리디아의 함락은 신바빌로니아 제국이 이제 거의 무제한의 자원을 가진 더 강력한 왕국에 의해 사실상 포위되었다는 것을 의미했다. 그때부터 바빌론이 함락될 때까지 국경을 따라 국지전이 빈번했을 가능성이 높다.
나보니두스의 달의 신 난나르를 전통적인 바빌로니아 최고 신 마르둑보다 높이려는 초기 시도에 이어, 정통 바빌로니아 종교로의 주목할 만한 회귀는 벨사살의 공으로 돌릴 수 있다. 심지어 벨사살이 아버지의 종교적 신념에 대한 바빌로니아 과두정치와 성직자들과의 대립을 우려하여 처음부터 아버지를 바빌로니아에서 멀리 떨어져 있게 설득했을 수도 있다. 개혁가인 나보니두스와 종교적으로 더 보수적이었던 벨사살은 종교 문제에서 의견이 일치하지 않았을 가능성이 높다. 벨사살은 아버지의 부재 중에 마르둑의 위상을 회복하기 위해 노력한 것으로 보인다. 나보니두스가 바빌론으로 돌아오자 벨사살은 행정 책임에서 해임되었고, 그가 임명했던 관리들은 해고되었다. 나보니두스는 또한 섭정 기간 동안 만들어진 특정 비문들을 수정하여 벨사살과 바빌로니아 백성이 난나르의 축복을 받아들이고 받기를 촉구하는 기도문을 추가했다.

### 운명
나보니두스와 벨사살 사이의 잠재적인 적대감에도 불구하고, 벨사살은 여전히 태자이자 의도된 후계자의 지위를 유지했으며, 몇몇 문서들은 여전히 "왕의 아들"을 언급한다. 그 외에는 나보니두스의 귀환 이후 그의 지위와 위치가 명확하게 밝혀지지 않았다. 자료들은 또한 벨사살의 위치를 명확히 밝히지 않지만, 그는 바빌론에서 상당한 거리에 주둔했으며, 기원전 546년 키루스를 두려워하여 주둔했던 시파르에도 더 이상 있지 않았다. 폴-알랭 볼리외가 제안한 한 가지 가능성은 벨사살이 바빌로니아 방어를 담당하고 군대와 함께 북부 및 동부 국경을 따라 이동하고 있었다는 것이다.
벨사살은 기원전 539년 키루스 2세의 침공에 맞서 바빌론 방어에 참여했다. 오피스 전투에서 결정적인 승리를 거둔 후, 페르시아 군대는 10월 12일 우그바루의 지휘 아래 싸움 없이 바빌론에 입성했다. 나보니두스의 치세로 날짜가 기록된 마지막 점토판은 우르크에서 발견되었고 10월 13일로 날짜가 기록되어 있으며, 이는 그의 치세의 종결 날짜로 간주된다. 나보니두스는 붙잡혀 아마도 카르마니아로 추방되었을 것이다. 벨사살의 운명은 어떤 자료에도 기록되어 있지 않기 때문에 알려져 있지 않다. 벨사살은 기원전 539년 10월 12일 도시가 함락될 때 바빌론에서 페르시아인들에게 살해된 것으로 종종 추정된다. 그는 오피스 전투에서 이미 살해되었거나, 붙잡혀 처형되었거나, 아버지와 함께 추방되었을 수도 있다.

## 유산

### 다니엘서에서의 묘사

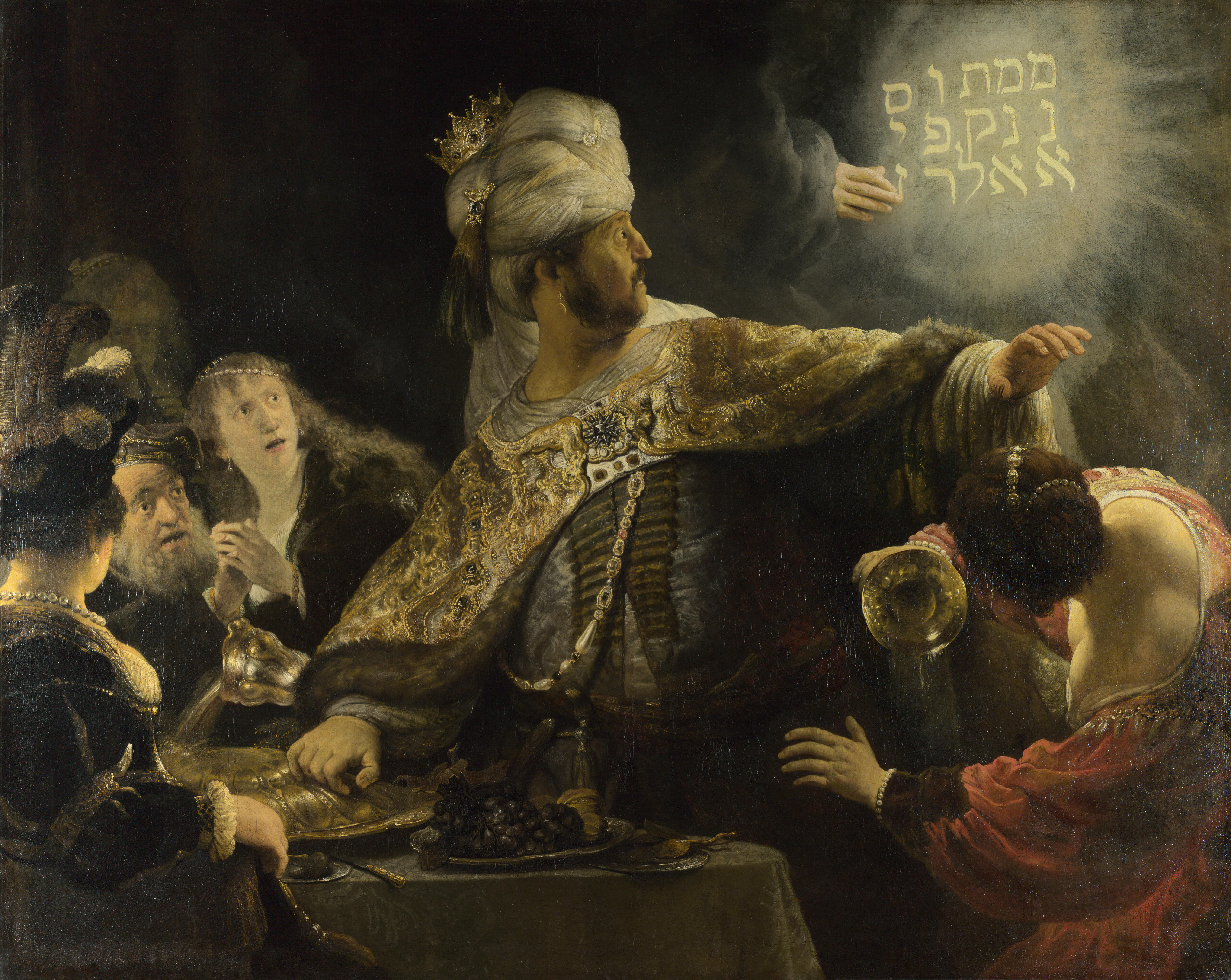
렘브란트의 성경적 묘사는 벨사살이 "벽에 쓴 글"을 보는 모습을 담고 있다.

다니엘서에서 벨사살(히브리어: בֵּלְשַׁאצַּר, Bēlšaʾṣṣar)은 벨사살왕의 연회 이야기에서 중요한 역할을 한다. 이 이야기는 왕이 회개하지 않을 때 어떤 일이 일어나는지를 보여주는 네부카드네자르의 광기 이야기의 변형이다. 연회 중에 바빌로니아인들은 야훼의 성전의 거룩한 그릇으로 먹고 마시며, "왕" 벨사살은 벽에 메네 메네 데겔 우바르신이라는 글자가 쓰이는 것을 본다. 다니엘은 그 글자를 이스라엘의 신인 야훼의 심판으로 해석하며, 바빌론의 멸망을 예언한다. 다니엘은 벨사살에게 그가 하나님께 영광을 돌리지 않았기 때문에 그의 왕국이 메대인과 페르시아인에게 주어질 것이라고 말한다. 벨사살은 그날 밤에 죽고, 다리우스 메대가 왕국을 차지한다.

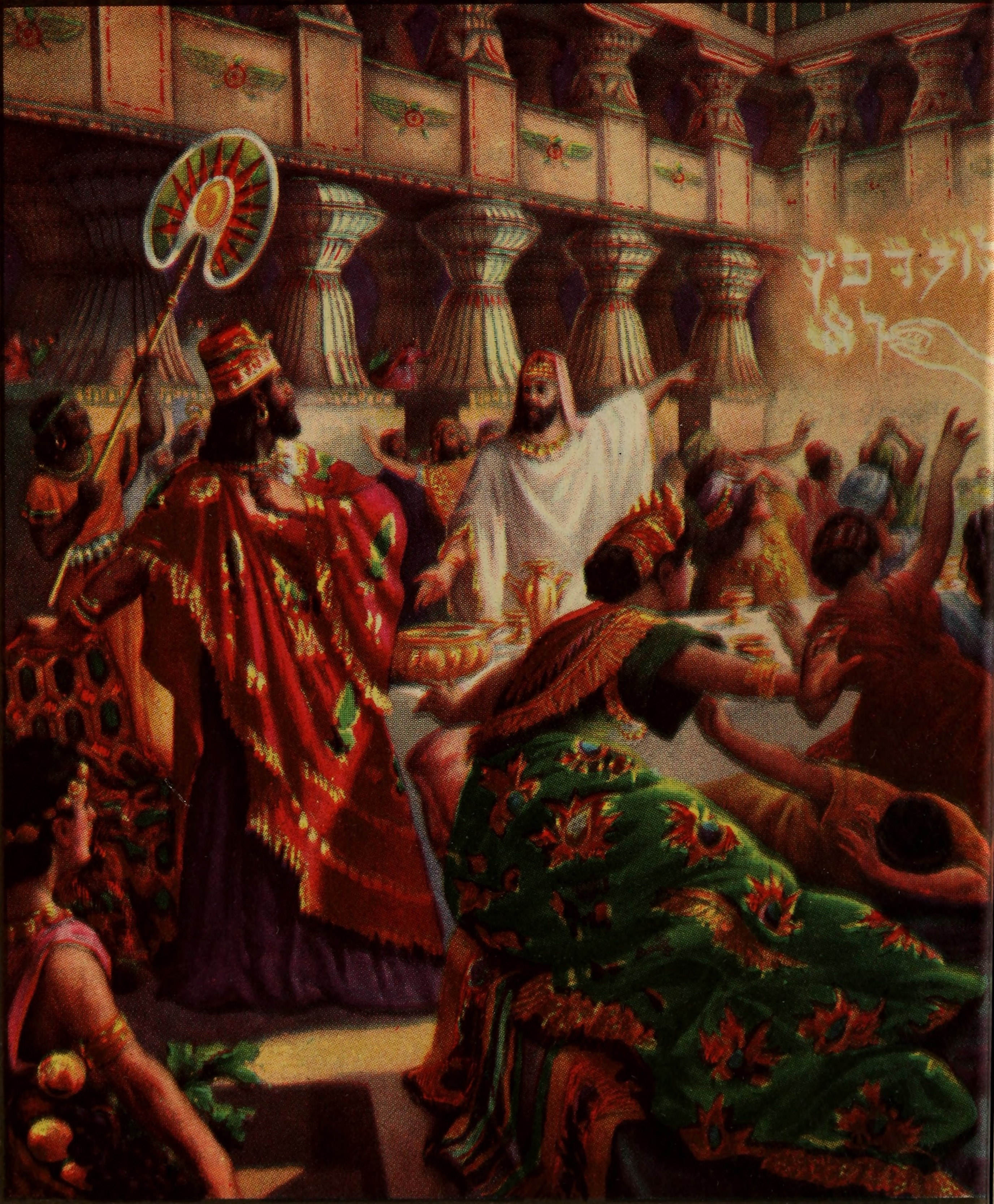
아돌프 훌트(1919년)가 묘사한 벨사살이 "벽에 쓴 글"을 보는 모습

학자들 사이의 폭넓은 합의는 다니엘서가 기원전 160년대 마카베오 전쟁 직후에 편찬되었다는 것이다. 따라서 벨사살왕의 연회 이야기는 역사물로 간주되며, 여러 세부 사항은 역사적 사실과 일치하지 않는다. 벨사살은 바빌론의 왕이자 네부카드네자르의 "아들"로 묘사되지만, 그는 실제로는 네부카드네자르의 후계자 중 한 명인 나보니두스의 아들이었고, 결코 스스로 왕이 되지 못했으며, 왕이 해야 할 종교 축제를 주도하지도 않았다. 이야기에서 바빌론을 상속받은 정복자는 다리우스 메대이지만, 그러한 인물은 역사적으로 알려져 있지 않다. 이는 역사적 정확성이 필수적인 요소가 아닌 "궁정 대결 이야기"의 전형이다.

### 후대 유대 전통에서의 묘사
다니엘서에서 벨사살은 악의적이지 않다(그는 다니엘에게 보상하고 그를 높은 지위에 올린다). 후대 탈무드와 미드라시의 저자들은 그의 유대인 신민에 대한 폭군적 압제를 강조하며, 예언서의 여러 구절이 그와 그의 전임자들을 언급하는 것으로 해석된다. 예를 들어, "마치 사람이 사자를 피하다가 곰을 만난 것 같도다"(아모스 5:19)라는 구절에서 사자는 네부카드네자르를, 곰은 비록 용감하지는 않지만 똑같이 사나운 벨사살을 나타낸다고 한다. 바빌론 왕들은 종종 이스라엘을 억압하고 따라서 수치와 파멸로 예고된 불경하고 폭군적인 군주들의 계승을 형성하는 것으로 함께 언급된다. 이사야 14:22, "만군의 여호와가 이르노라 내가 일어나 그들을 쳐서 바벨론에서 이름과 남은 자와 아들과 손자를 끊으리라 여호와의 말씀이니라"는 구절은 이 세 명에게 적용된다: "이름"은 네부카드네자르에게, "남은 자"는 아멜-마르둑에게, "아들"은 벨사살에게, 그리고 "손자"는 와스디에게(ib.) 해당된다. 아브라함에게 세 마리 암송아지를 쪼개어 제물로 바치라는 명령(창세기 15:9)은 그와 그의 하나님 사이에 맺은 언약의 일부로서 바빌론을 상징하는 것으로 해명되었는데, 바빌론은 네부카드네자르, 아멜-마르둑, 벨사살 세 왕을 배출했으며, 이들의 운명은 이 "쪼개는" 행위로 예고되었다(미드라시 창세기 라바 44).
미드라시 문헌은 벨사살의 죽음에 대한 세부 사항을 다룬다. 따라서 후대 전통은 키루스와 다리우스가 왕궁의 문지기로 고용되었다고 말한다. 벨사살은 벽에 쓰인 신비한 글씨에 크게 놀라고, 변장한 사람이 살해 의도를 가지고 궁전에 침입할 수 있다고 우려하여, 문지기들에게 그날 밤에 누구든지 궁전에 강제로 침입하려 하면, 비록 그 사람이 왕 자신이라고 주장하더라도 참수하라고 명령했다. 벨사살은 병에 걸려 밤중에 뒤쪽 출구를 통해 아무도 모르게 궁전을 떠났다. 돌아왔을 때 문지기들은 그를 들여보내려 하지 않았다. 그는 자신이 왕이라고 주장했지만 소용없었다. 그들은 "왕께서 궁전에 침입하려 하는 사람이라면 누구든지, 비록 그 사람이 왕 자신이라고 주장하더라도 죽이라고 명령하지 않으셨습니까?"라고 말했다. 말과 행동을 일치시켜 키루스와 다리우스는 촛대 장식품의 일부인 무거운 장식품을 잡고 그것으로 왕의 머리뼈를 산산조각 냈다(아가 랍바 3:4).

## 같이 보기
- 나보니두스 원통
- 벨사살의 문화적 묘사
- 성경 외 자료에서 확인된 성경 인물 목록

### 참고 문헌
- Albertz, Rainer (2003). 《Israel in Exile: The History and Literature of the Sixth Century B.C.E》. Society of Biblical Literature. ISBN 9781589830554.
- Beaulieu, Paul-Alain (1989). 《Reign of Nabonidus, King of Babylon (556-539 BC)》. Yale University Press. doi:10.2307/j.ctt2250wnt. ISBN 9780300043143. JSTOR j.ctt2250wnt. OCLC 20391775.
- Beaulieu, Paul-Alain (2006). 《Berossus on Late Babylonian History》. 《Oriental Studies》. 116–149쪽.
- Briant, Pierre (2002). 《From Cyrus to Alexander: A History of the Persian Empire》. Eisenbrauns. ISBN 9781575061207.
- Chavalas, Mark W. (2000). 〈Belshazzar〉.   Freedman, David Noel; Myers, Allen C. 《Eerdmans Dictionary of the Bible》. Eerdmans. ISBN 9789053565032.
- Collins, John J. (1984). 《Daniel: With an Introduction to Apocalyptic Literature》. Eerdmans. ISBN 9780802800206.
- Collins, John J. (2002). 〈Current Issues in the Study of Daniel〉.   Collins, John J.; Flint, Peter W.; VanEpps, Cameron. 《The Book of Daniel: Composition and Reception》 I. BRILL. ISBN 978-0391041271.
- Dougherty, Raymond Philip (1929). 《Nabonidus and Belshazzar》. Wipf and Stock Publishers (2008 reprint). ISBN 9781556359569.
- Glassner, Jean-Jacques (2004). 《Mesopotamian Chronicles》. Society of Biblical Literature. ISBN 9781589830905.
- Henze, M.H. (1999). 《The Madness of King Nebuchadnezzar》. Eisenbrauns. ISBN 978-9004114210.
- Laughlin, John C. (1990). 〈Belshazzar〉.   Mills, Watson E.; Bullard, Roger Aubrey. 《Mercer Dictionary of the Bible》. Mercer University Press. ISBN 9780865543737.
- Newsom, Carol A.; Breed, Brennan W. (2014). 《Daniel: A Commentary》. Presbyterian Publishing Corp. ISBN 9780664220808.
- Seow, C.L. (2003). 《Daniel》. Westminster John Knox Press. ISBN 9780664256753.
- Shea, William H. (1982). 《Nabonidus, Belshazzar, and the Book of Daniel: an Update》. 《Andrews University Seminary Studies》 20. 133–149쪽.
- Shea, William H. (1988). 《Bel(te)shazzar Meets Belshazzar》. 《Andrews University Seminary Studies》 26. 67–81쪽.
- Waters, Matt (2014). 《Ancient Persia: A Concise History of the Achaemenid Empire, 550–330 BCE》. Cambridge University Press. ISBN 9781107652729.
- Weiershäuser, Frauke; Novotny, Jamie (2020). 《The Royal Inscriptions of Amēl-Marduk (561–560 BC), Neriglissar (559–556 BC), and Nabonidus (555–539 BC), Kings of Babylon》 (PDF). Eisenbrauns. ISBN 978-1646021079.
- Wiseman, Donald J. (2003) [1991]. 〈Babylonia 605–539 B.C.〉.   Boardman, John; Edwards, I. E. S.; Hammond, N. G. L.; Sollberger, E.; Walker, C. B. F. 《The Cambridge Ancient History: III Part 2: The Assyrian and Babylonian Empires and Other States of the Near East, from the Eighth to the Sixth Centuries B.C.》 2판. Cambridge University Press. ISBN 0-521-22717-8.

 본 문서에는 현재 퍼블릭 도메인에 속한 《Jewish Encyclopedia 1901–1906》의 내용을 기초로 작성된 내용이 포함되어 있습니다.